# Горка (Краснохолмский район)
Горка— деревня в Краснохолмском районе Тверской области. Входит в Барбинское сельское поселение.

## География
Деревня находится в 17 км на юг от центра поселения деревни Барбино и в 20 км на юг от районного центра города Красный Холм. В 1 км севернее деревни находится погост Русское Кошево. 

## История
В 1800 году в погосте Русское Кошево близ деревни была построена каменная Казанская церковь с 3 престолами.   
В конце XIX — начале XX века деревня Горка и погост Русское Кошево входили в состав Могочской волости Бежецкого уезда Тверской губернии.  
С 1929 года деревня Горка являлась центром Горского сельсовета Краснохолмского района Бежецкого округа Московской области, с 1935 года — в составе Калининской области, с 1954 года — в составе Старогвоздинского сельсовета, с 2005 года — в составе Барбинского сельского поселения.

## Население
| 1859 | 2010 |
| ---- | ---- |
| 434  | ↘12  |

## Достопримечательности
На погосте Русское Кошево расположена недействующая Церковь Казанской иконы Божией Матери (1800).